# Mindanao Północne

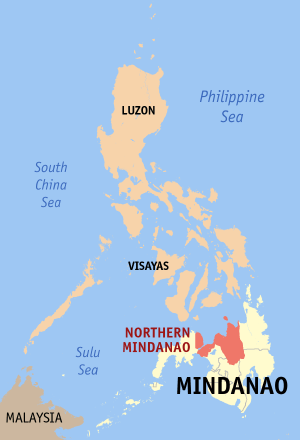
Położenie Mindanao Północnego

Mindanao Północne (Region X) – jeden z 17 regionów Filipin, położony nad Morzem Filipińskim w północno-środkowej części wyspy Mindanao. W skład regionu wchodzi 5 prowincji: 
- Bukidnon
- Camiguin
- Lanao del Norte
- Misamis Occidental
- Misamis Oriental

Ośrodkiem administracyjnym jest miasto Cagayan de Oro w prowincji Misamis Oriental. 
Powierzchnia regionu wynosi 17 125 km². W 2010 roku jego populacja liczyła 4 297 323 mieszkańców.